# Laniscourt
Laniscourt es una comuna francesa situada en el departamento de Aisne, en la región de Alta Francia.

## Geografía
Está ubicada a 6 km al oeste de Laon.

## Demografía
| 134 | 117 | 112 | 135 | 172 | 185 | 175 | 174 | 199 |
| Para los censos de 1962 a 1999 la población legal corresponde a la población sin duplicidades (Fuente: INSEE [Consultar]) |     |     |     |     |     |     |     |     |